# Eumenophorinae
Sous-famille
Les Eumenophorinae sont une sous-famille d'araignées mygalomorphes de la famille des Theraphosidae vivant surtout en Afrique et dans les régions avoisinantes.

## Liste de genres et espèces
Anoploscelus Pocock, 1897
- Anoploscelus celeripes Pocock, 1897 — Ouganda, Tanzanie
- Anoploscelus lesserti Laurent, 1946 — Rwanda

Batesiella Pocock, 1903
- Batesiella crinita Pocock, 1903 — Cameroun

Citharischius Pocock, 1900
- Citharischius crawshayi Pocock, 1900 — Kenya
- Citharischius stridulantissimus (Strand, 1907) — Afrique

Encyocrates Simon, 1892
- Encyocrates raffrayi Simon, 1892 — Madagascar

Eumenophorus Pocock, 1897
- Eumenophorus clementsi Pocock, 1897 — Sierra Leone
- Eumenophorus murphyorum Smith, 1990 — Sierra Leone

Hysterocrates Simon, 1892
- Hysterocrates affinis Strand, 1907 — Cameroun
- Hysterocrates affinis angusticeps Strand, 1907 — Cameroun
- Hysterocrates apostolicus Pocock, 1900 — São Tomé
- Hysterocrates crassipes Pocock, 1897 — Cameroun
- Hysterocrates didymus Pocock, 1900 — São Tomé
- Hysterocrates ederi Charpentier, 1995 —Île de Bioko (Guinée équatoriale)
- Hysterocrates gigas Pocock, 1897 — Cameroun
- Hysterocrates greeffi (Karsch, 1884) — Cameroun
- Hysterocrates greshoffi (Simon, 1891) — Congo[Lequel ?]
- Hysterocrates haasi Strand, 1906 — Cameroun
- Hysterocrates hercules Pocock, 1899 — Nigeria
- Hysterocrates laticeps Pocock, 1897 — Cameroun
- Hysterocrates maximus Strand, 1906 — Cameroun
- Hysterocrates ochraceus Strand, 1907 — Cameroun, Congo
- Hysterocrates robustus Pocock, 1899 — Río Muni
- Hysterocrates robustus sulcifer Strand, 1908 — Cameroun
- Hysterocrates scepticus Pocock, 1900 — São Tomé
- Hysterocrates sjostedti (Thorell, 1899) — Cameroun
- Hysterocrates spellenbergi Strand, 1906 — Cameroun
- Hysterocrates vosseleri Strand, 1906 — Afrique de l'Ouest
- Hysterocrates weileri Strand, 1906 — Cameroun

Loxomphalia Simon, 1889
- Loxomphalia rubida Simon, 1889 — Zanzibar

Loxoptygus Simon, 1903
- Loxoptygus coturnatus Simon, 1903 — Éthiopie
- Loxoptygus ectypus (Simon, 1889) — Éthiopie
- Loxoptygus erlangeri (Strand, 1906) — Éthiopie

Mascaraneus Gallon, 2005
- Mascaraneus remotus Gallon, 2005 — Île Maurice

Monocentropus Pocock, 1897
- Monocentropus balfouri Pocock, 1897 — Socotra
- Monocentropus lambertoni Fage, 1922 — Madagascar
- Monocentropus longimanus Pocock, 1903 — Yémen

Myostola Simon, 1903
- Myostola occidentalis (Lucas, 1858) — Gabon, Cameroun

Phoneyusa Karsch, 1884
- Phoneyusa antilope (Simon, 1889) — Congo
- Phoneyusa belandana Karsch, 1884 — République centrafricaine.
- Phoneyusa bettoni Pocock, 1898 — Kenya
- Phoneyusa bidentata Pocock, 1899 — Afrique centrale et de l'Ouest
- Phoneyusa bidentata ituriensis Laurent, 1946 — Congo
- Phoneyusa bouvieri Berland, 1917 — Madagascar
- Phoneyusa buettneri Karsch, 1886 — Gabon
- Phoneyusa celerierae Smith, 1990 — Côte d'Ivoire
- Phoneyusa chevalieri Simon, 1906 — Afrique de l'Ouest
- Phoneyusa cultridens Berland, 1917 — Congo
- Phoneyusa efuliensis Smith, 1990 — Cameroun
- Phoneyusa elephantiasis Berland, 1917 — Congo
- Phoneyusa gabonica (Simon, 1889) — Gabon
- Phoneyusa giltayi Laurent, 1946 — Congo
- Phoneyusa gracilipes (Simon, 1889) — Congo
- Phoneyusa gregori Pocock, 1897 — Kenya
- Phoneyusa lesserti Dresco, 1973 — République centrafricaine
- Phoneyusa manicata Simon, 1907 — Principe
- Phoneyusa minima (Strand, 1907) — Cameroun
- Phoneyusa mutica (Karsch, 1885) — Tanzanie, Afrique du Sud
- Phoneyusa nigroventris (Marx, 1893) — Congo
- Phoneyusa principium Simon, 1907 — Principe
- Phoneyusa rufa Berland, 1914 — Afrique de l'Est
- Phoneyusa rutilata (Simon, 1907) — Guinée-Bissau
- Phoneyusa westi Smith, 1990 — Angola

En plus, certains auteurs placent Proshapalopus (un genre trouvé au Brésil, et non en Afrique) dans cette sous-famille.